# SwissHTA
SwissHTA ist ein Projekt zur Weiterentwicklung von Health Technology Assessment (HTA) in der Schweiz. Initiiert wurde das Projekt von Santésuisse, dem Verband der Krankenversicherer und Interpharma, dem Verband der forschenden Pharmaunternehmen, unter wissenschaftlicher Begleitung durch das Institut für Innovation und Evaluation im Gesundheitswesen (InnoVal). In der Trägerschaft beteiligen sich daneben die FMH, die Verbindung der Schweizerischen Ärztinnen und Ärzte, und die SAMW, die Schweizerische Akademien der Medizinischen Wissenschaften. Auch das Bundesamt für Gesundheit (BAG) und seit 2012 die Schweizerische Konferenz der kantonalen Gesundheitsdirektorinnen und -direktoren (GDK) sind im Beobachterstatus am Projekt beteiligt.
SwissHTA wurde im Sommer 2010 initiiert und begann mit einer Bestandsaufnahme der internationalen Erfahrungen mit HTA unter besonderer Berücksichtigung gesundheitsökonomischer Evaluationen an einer Seminarveranstaltung mit hochkarätigen Wissenschaftlern.

## Hintergrund
In einem Bericht vom August 2008 hat die Parlamentarische Verwaltungskontrolle (PVK) Mängel im System der Bestimmung und Überprüfung ärztlicher Leistungen in der Grundversicherung festgestellt. Demnach besteht ein beträchtlicher Optimierungsbedarf für eine systematische, frühzeitige und prioritätengerechte Bewertung auch von komplexen Leistungen. Die PVK empfiehlt unter anderem, die Operationalisierung der WZW-Kriterien zu konkretisieren sowie das Assessment und das Appraisal künftig institutionell klar zu trennen. In der Schweiz übernimmt die obligatorische Krankenpflegeversicherung Leistungen bei Krankheit, Unfall und Mutterschaft, nach dem Krankenversicherungsgesetz jedoch nur solche Leistungen, welche wirksam, zweckmässig und wirtschaftlich sind (WZW-Kriterien).
Der  Schweizer Bundesrat hat Verbesserungen am heutigen System in Angriff genommen und sie in seinen Zielen für das Jahr 2012 bekannt gegeben. Eine allfällige neue HTA-Agentur will der Bundesrat in das geplante Nationale Qualitätsinstitut integrieren. Das Qualitätsinstitut ist Teil der Konkretisierung der „Qualitätsstrategie im Schweizerischen Gesundheitswesen“, welche der Bundesrat am 28. Oktober 2009 verabschiedet hat. Health Technology Assessment (HTA) soll im Zusammenhang mit dem Zulassungsprozess von wirksamen, zweckmässigen und wirtschaftlichen Leistungen sowie der regelmässigen Überprüfung bestehender Gesundheitsleistungen und den damit verbundenen Diskussionen hinsichtlich HTA-Institut weiter verfolgt werden.

## Projektziele
Die Projektträger von SwissHTA unterstützten die gesundheitspolitischen Prioritäten des Bundes im Gesundheitswesen. Demnach ist das Ziel die Qualität, aber auch die Transparenz weiter zu erhöhen, sowie die Effizienz zu steigern und somit auch die Kosten zu dämpfen.
Die Projektträger wollten nach eigenen Angaben einen Konsens über den Einsatz und die Ausgestaltung von Health Technology Assessment in der Schweiz erarbeiten, welchen den aktuellen Stand der wissenschaftlichen Entwicklung und die in anderen Ländern gemachten Erfahrungen mit der Anwendung von HTAs reflektiert. Dafür haben sie Leitlinien erarbeitet, wie HTA zukünftig die Bewirtschaftung des gesamten Leistungskatalogs der Obligatorischen Krankenpflegeversicherung (OKP) zielkonform unterstützen könnte.

## Empfehlungen von SwissHTA
Die Mitglieder von SwissHTA empfehlen, bei der Weiterentwicklung von Health Technology Assessment in der Schweiz folgende Eckwerte zu beachten:
- Trennung von Assessments (Synthese der verfügbaren Evidenz), Appraisals (Empfehlung auf Basis der Assessments) und Entscheiden (über Erstattungen oder Preis)
- Transparenz über Prozesse, Kriterien und Entscheide bei neuen und bestehenden Gesundheitstechnologien
- Konkretisierung und Systematisierung der Kriterien Wirksamkeit, Zweckmässigkeit und Wirtschaftlichkeit (WZW-Kriterien) des Schweizer Krankenversicherungsgesetzes (KVG)
- Praxisorientierte Anwendung der Prinzipien der evidenzbasierten Medizin
- Ausrichtung auf die Erwartungen der Versicherten innerhalb der Grenzen normativer Vorgaben
- Beurteilung der Wirtschaftlichkeit und der „Kosteneffektivität“
- Grenzsetzungen auf mehreren Ebenen (Mehrnutzen, Zweckmässigkeit, Wirtschaftlichkeit) unter Berücksichtigung des raschen Zugangs aller Patienten zu Innovationen
- Vorausschauende Berücksichtigung von künftigen Weiterentwicklungsmöglichkeiten